# Zatoka Pucka
Koordinaten: 54° 38′ 20″ N, 18° 34′ 30″ O

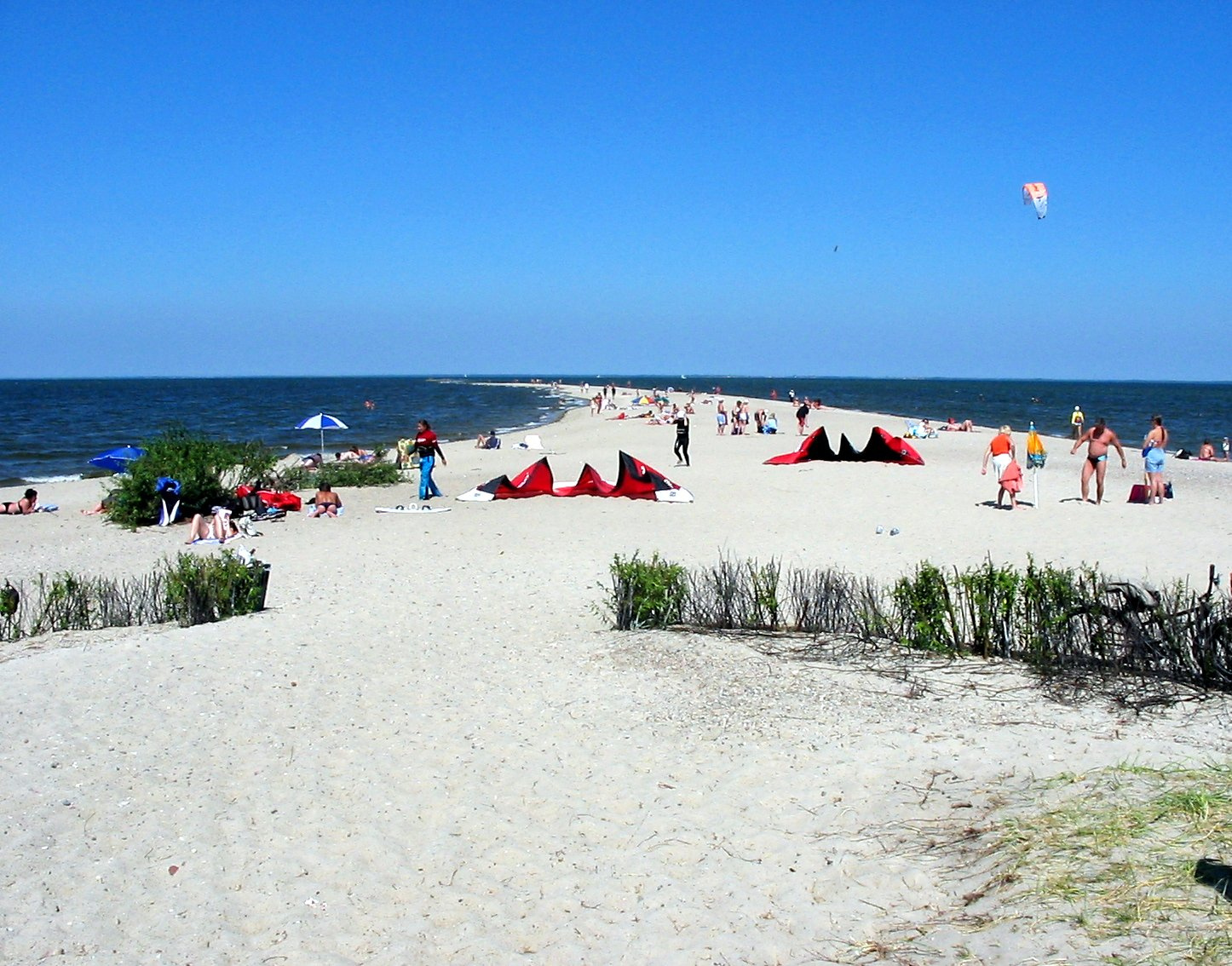
Durch die Zatoka Pucka verlaufende Sandbank Reff bei dem Fischerdorf Rewa nordöstlich von Rumia

Als Zatoka Pucka (deutsch Putziger Wiek; kaschubisch: Pùckô Hôwinga) wird der westliche, seichte Abschnitt der Danziger Bucht bezeichnet. Der Name der Bucht geht auf den Ort Puck (Putzig) zurück. Zur Ostsee ist die Bucht (Wiek) durch die Halbinsel Hel (Hela) abgeschottet.
Die wichtigsten Häfen sind Puck (Putzig), Jastarnia (Heisternest), und Hela in der polnischen Woiwodschaft Pommern. Im Untergrund der Zatoka Pucka befindet sich eine Kalisalz-Lagerstätte.

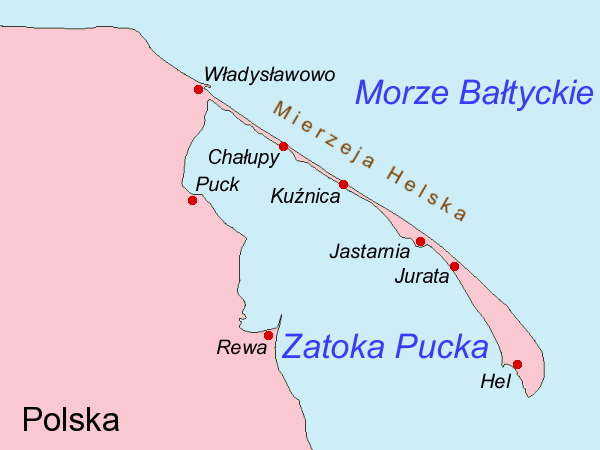
Halbinsel Hel und Zatoka Pucka

Die Bucht hat eine Fläche von etwa 364 km². Die durchschnittliche Gewässertiefe beträgt nur zwei bis sechs Meter. Durch die Zatoka Pucka verläuft zwischen dem Fischerdorf Rewa nordöstlich von Rumia (Rahmel) und der Ortschaft Kuźnica (Kußfeld) auf der Halbinsel Hel eine durchgehende schmale Sandbank, die Reff genannt wurde. Diese Sandbank steht bei Anschwellen der See oft unter Wasser und hinterlässt bei Zurückweichen des Wassers kleine Durchgänge, die von Fischerbooten passiert werden können; die tiefste dieser Passagen wird Kutznitza (Deepke, d. h. kleine Tiefe) genannt.
An den Küsten der Zatoka Pucka sind Siedlungsspuren gefunden worden, die darauf hindeuten, dass die hier einst lebende Bevölkerung spätestens seit der Zeit der Völkerwanderung Handelsbeziehungen zum Mittelmeerraum unterhalten hat. Byzantinische Goldmünzen (Solidi), die hier bei archäologischen Grabungen entdeckt wurden, sind offenbar als Bezahlung für Rohbernstein oder bearbeiteten Bernstein in dieses Gebiet gelangt.